# Two-spirit

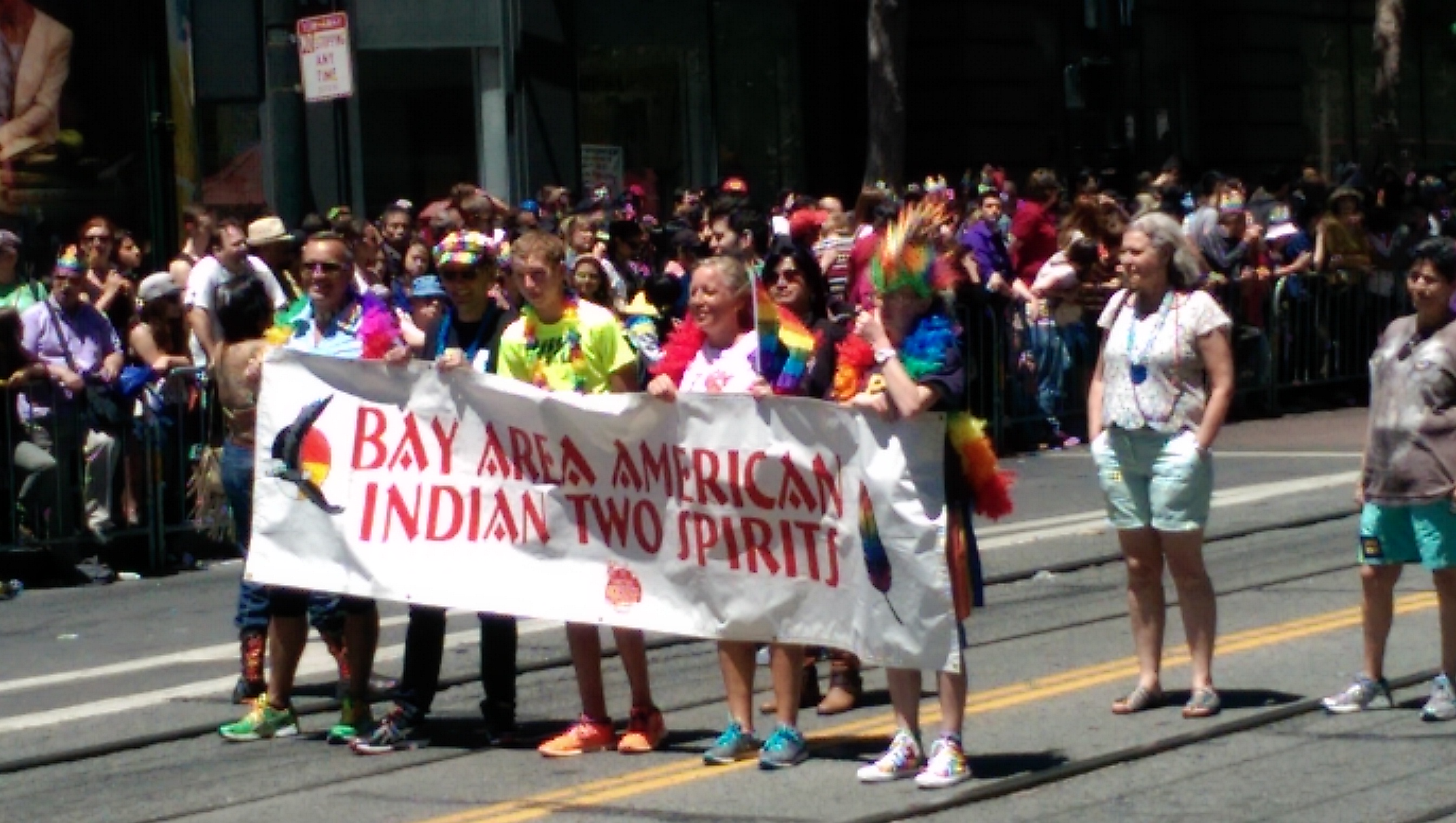
Marsz osób two-spirit w San Fransisco, 2014 r.

Two-spirit (dosł. o dwóch duszach) – nowożytny, panindiański, zbiorczy termin używany przez niektórych rdzennych mieszkańców Ameryki Północnej do opisania osób pochodzenia indiańskiego, które pełnią w ich społecznościach i kulturach ceremonialne role, tradycyjnie przypisane trzeciej płci (lub alternatywne płciowo).
Termin two-spirit został stworzony w 1990 r. na międzynarodowym spotkaniu indiańskich lesbijek i gejów w Winnipeg i „specjalnie wybrany w celu odróżnienia i zdystansowania rdzennych Amerykanów od ludów nierodzimych”. Głównym celem ukucia nowego terminu było zachęcenie do zastąpienia przestarzałego i uważanego za obraźliwy, antropologicznego terminu „berdache”. Chociaż ten nowy termin nie został powszechnie zaakceptowany – był krytykowany przez tradycyjne wspólnoty, które mają już własne terminy dla ludzi zgrupowanych pod tym nowym pojęciem, oraz przez tych, którzy odrzucają to, co nazywają „zachodnimi” binarnymi implikacjami, takimi jak sugerowanie, że tubylcy wierzą, iż osoby te są „zarówno męskie, jak i żeńskie” – zasadniczo uzyskał on większą akceptację i użycie niż termin antropologiczny, który zastąpił.